# كمبو غارد

مراكز لاعبي كرة السلة في المنطقة الهجومية: 1. لاعب هجوم خلفي 2. مدافع مسدد الهدف 3. لاعب هجوم صغير الجسم 4. لاعب الهجوم قوي الجسم 5. لاعب الوسط

كمبو غارد (بالإنجليزية: Combo guard)‏ هو أحد مراكز رياضة كرة السلة.

## قائمة أهم لاعبي المركز

### رجال
- ألن إيفرسون
- جيري ويست
- جيسون تيري
- مونتا إيليس
- غوران دراغيتش
- لو ويليامز
- خوان كارلوس نافارو
- أفيري برادلي
- جو دمارس
- جيف هورناسيك
- ستيفن كاري

### نساء
- ستايسي كلينسميث

## كتب
- The Basketball Handbook (pg 14) (2004). Lee H. Rose (ردمك 0-7360-4906-1).

## وصلات خارجية
- لاعبو كرة السلة على موقع أكاديمية بي بي سي للرياضة
- كيف تعمل رياضة كرة السلة على موقع HowStuffWorks.com